# Bray Island
Bray Island – niezamieszkana wyspa w Basenie Foxe’a, w Archipelagu Arktycznym, w regionie Qikiqtaaluk, na terytorium Nunavut, w Kanadzie. Jej powierzchnia wynosi 689 km².
Podczas zimnej wojny na wyspie znajdowała się stacja Distant Early Warning Line – FOX-A, obecnie będąca częścią North Warning System.